# Alexandriëstadion
Het Alexandriëstadion (Arabisch: إستاد الإسكندرية) is een multifunctioneel stadion in Alexandrië, Egypte. Het stadion wordt vooral gebruikt voor voetbalwedstrijden. Het stadion is gebouwd in 1929 en daarmee het oudste van zowel Egypte als Afrika. In het stadion is plaats voor 13.660 toeschouwers. Het stadion is verschillende keren gebruikt voor een groot internationaal voetbaltoernooi. Twee keer de Afrika Cup, het Wereldkampioenschap voetbal onder 17 in 1997 en het Wereldkampioenschap voetbal onder 20 in 2009.

## Afrikaans kampioenschap voetbal
Dit stadion werd gebruikt voor de Afrika Cup. Op de Afrika Cup van 1974, 1986 en 2006 werden er wedstrijden gespeeld in dit stadion.
| №  | Datum           | Wedstrijd                     | Uitslag | Afrika Cup   | Toeschouwers |
| -- | --------------- | ----------------------------- | ------- | ------------ | ------------ |
| 1  | 3 maart 1974    | Congo-Brazzaville – Mauritius | 2 – 0   | Groepsfase   | Onbekend     |
| 2  | 5 maart 1974    | Congo-Brazzaville – Zaïre     | 2 – 1   | Groepsfase   | Onbekend     |
| 3  | 7 maart 1974    | Congo-Brazzaville – Guinee    | 1 – 1   | Groepsfase   | Onbekend     |
| 4  | 9 maart 1974    | Congo-Brazzaville – Zambia    | 2 – 4   | Groepsfase   | Onbekend     |
| 5  | 8 maart 1986    | Algerije – Marokko            | 0 – 0   | Groepsfase   | 12.000       |
| 6  | 8 maart 1986    | Kameroen – Zambia             | 3 – 2   | Groepsfase   | 20.000       |
| 7  | 11 maart 1986   | Algerije – Zambia             | 0 – 0   | Groepsfase   | 4.000        |
| 8  | 11 maart 1986   | Kameroen – Marokko            | 1 – 1   | Groepsfase   | 4.000        |
| 9  | 14 maart 1986   | Marokko – Zambia              | 1 – 0   | Groepsfase   | 10.000       |
| 10 | 14 maart 1986   | Kameroen – Algerije           | 3 – 2   | Groepsfase   | 10.000       |
| 11 | 17 maart 1986   | Kameroen – Ivoorkust          | 1 – 0   | Halve finale | 10.000       |
| 12 | 30 januari 2006 | Zambia – Zuid-Afrika          | 1 – 0   | Groepsfase   | Onbekend     |